# Scientia Podraviana
Od 1989. Povijesno društvo Koprivnica je u suradnji s Geografskim društvom Koprivnica (koje je suizdavač bilo do 1994. ) počelo objavljivati svoje glasilo "Scientia Podraviana" kojemu je od pokretanja do danas glavni urednikom koprivnički novinar Mirko Lukavski. Glasilo je pokrenuto prof. dr. sc. Dragutin Feletar. Objavljeno je ukupno 18 brojeva toga časopis za popularizaciju povijesti. Uz brojne informacije iz historiografije i aktivnosti društva, u časopisu je objavljeno više desetaka stručnih članaka koji su unaprijedili lokalno znanje o povijesti - težište obrade je grad Koprivnica i regija Podravina.
Svi dosadašnji brojevi su dostupni na http://kkb.arhivx.net/?sitetext=344  Arhivirana inačica izvorne stranice od 17. prosinca 2014. (Wayback Machine)